# Эпье-Рю
Эпье-Рю (фр. Épiais-Rhus) — муниципалитет во Франции, в регионе Иль-де-Франс, департамент Валь-д’Уаз. Население — 636 человек (1999). Муниципалитет расположен на расстоянии около 36 км северо-западнее Парижа, 9 км севернее Сержи.

## Демография
Динамика населения (Cassini и INSEE):